# Alf Adams
Alfred „Alf“ Rodney Adams (* 11. November 1939) ist ein britischer Physiker. Er gilt als Erfinder des strained layer Quantentopf-Lasers (Englisch Quantum Well Laser, wobei strained layer für deformierte Schichten steht), eines Typus des Halbleiterlasers, der weite Verbreitung in der Telekommunikation und anderen Bereichen fand. Er war bis zur Emeritierung Professor an der University of Surrey, wo er die Forschungsgruppe für Optoelektronik-Geräte und Materialien leitete.
Adams studierte Physik an der University of Leicester mit der Promotion bei Walter Eric Spear und war als Post-Doktorand am Karlsruher Institut für Technologie. Danach war er an der University of Surrey, wo er Hochdruckuntersuchungen in der Halbleiterforschung unternahm, speziell an Galliumarsenid. Adams studierte Anfang der 1980er Jahre Halbleiterlaser am Tokyo Institute of Technology und suchte nach Möglichkeiten, deren Leistung zu steigern. 
1986 erfand er den Strained Quantum Well Laser nach einer Idee, die ihm beim Urlaub in Bournemouth kam. Dabei werden die dünnen Kristallschichten des aktiven Lasermaterials durch Kompressionsdruck beim Wachsen der Kristalle deformiert. Er veröffentlichte im selben Jahr und 1988 erhielt er vom Physical Sciences Research Council (EPSRC) rund 500.000 Pfund um die Idee mit der Firma Philips Electronics zu entwickeln (allerdings ließ er sich die Erfindung nicht patentieren). Sie ermöglichte die Entwicklung kostengünstiger und leistungsfähiger Laser für CDs und DVDs und findet sich heute bei fast allen Lasern in der Telekommunikation, in Kassenscannern usw.
Er ist seit 1996 Fellow der Royal Society. 1995 erhielt er die Duddell Medal. 2014 erhielt er den Rank Prize in Optoelektronik.